# G4
G4 je savez između Brazila, Indije, Japana i Njemačke u cilju međusobnog podupiranja za dobivanje stalnog mjesta u Vijeću sigurnosti Ujedinjenih naroda. Vijeće sigurnosti ima pet stalnih članica s pravom veta: SAD, Francuska, Ujedinjeno Kraljevstvo, Rusija i Kina.